# Seven Years: 1998–2005
A Seven Years: 1998–2005 egy válogatásalbum, amelyet a német ATB adott ki 2005-ben. Az albumon hallható az összes 1998 és 2005 között megjelent kislemez, hat új dallal, amelyek közül három kislemezként is megjelent, ezek: Humanity, a Let U Go 2005-ös átdolgozott változata, és a Believe in Me.   

## Az albumon található zeneszámok
1. "Humanity"
2. "Let U Go (2005 Reworked)
3. "Believe in Me"
4. "Trilogie (Part 2)"
5. "Take Me Over"
6. "Far Beyond"
7. "Here with Me"
8. "Ecstasy"
9. "Marrakech"
10. "In Love with the DJ"
11. "Long Way Home"
12. "I Don't Wanna Stop"
13. "You're Not Alone"
14. "Hold You"
15. "Let U Go"
16. "The Fields of Love"
17. "The Summer"
18. "Killer"
19. "Don't Stop!"
20. "9pm (Till I Come)"

## Külső hivatkozások
- allmusic.com